# Marktstraße (Weimar)

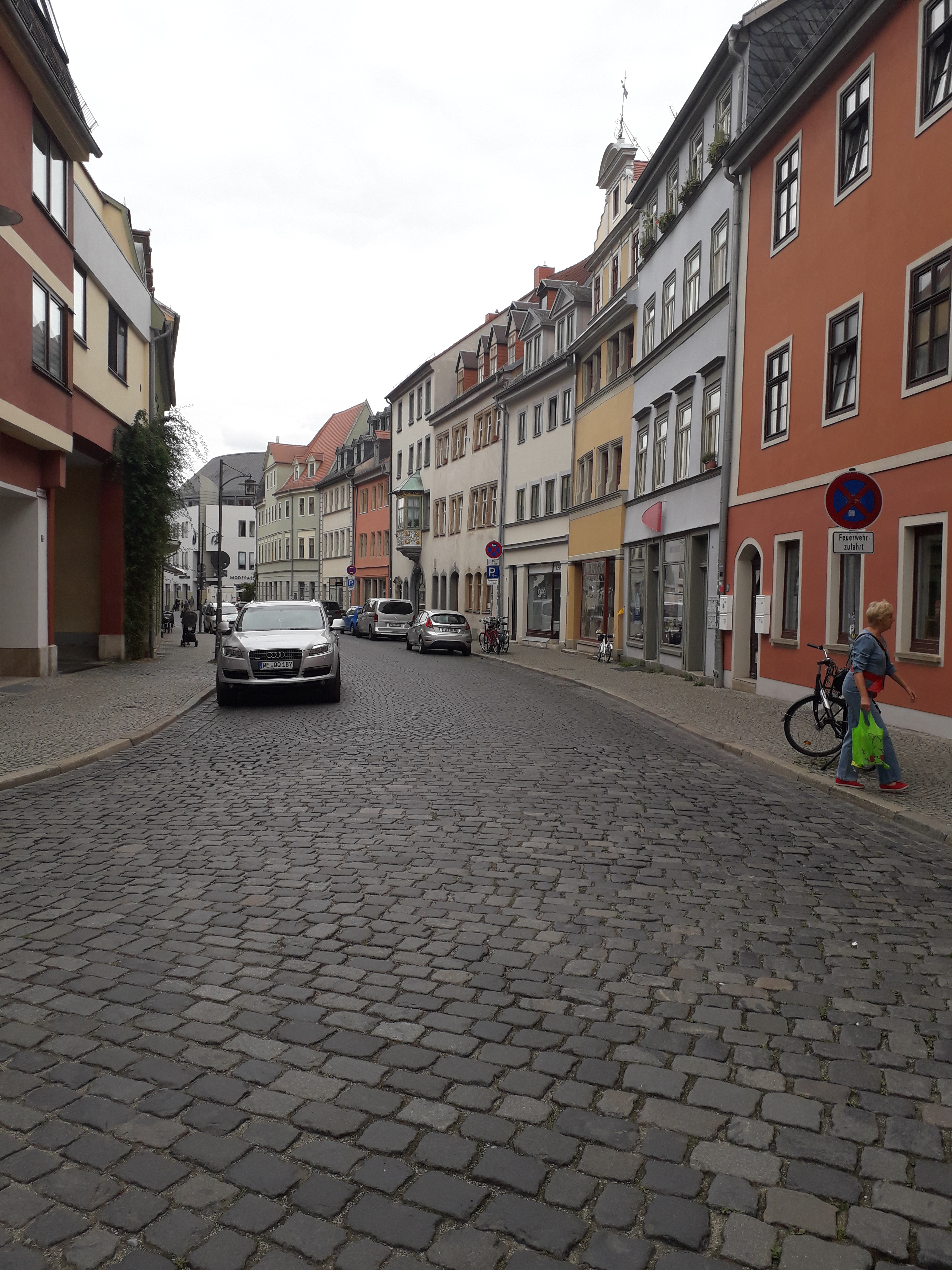
Marktstraße in Weimar

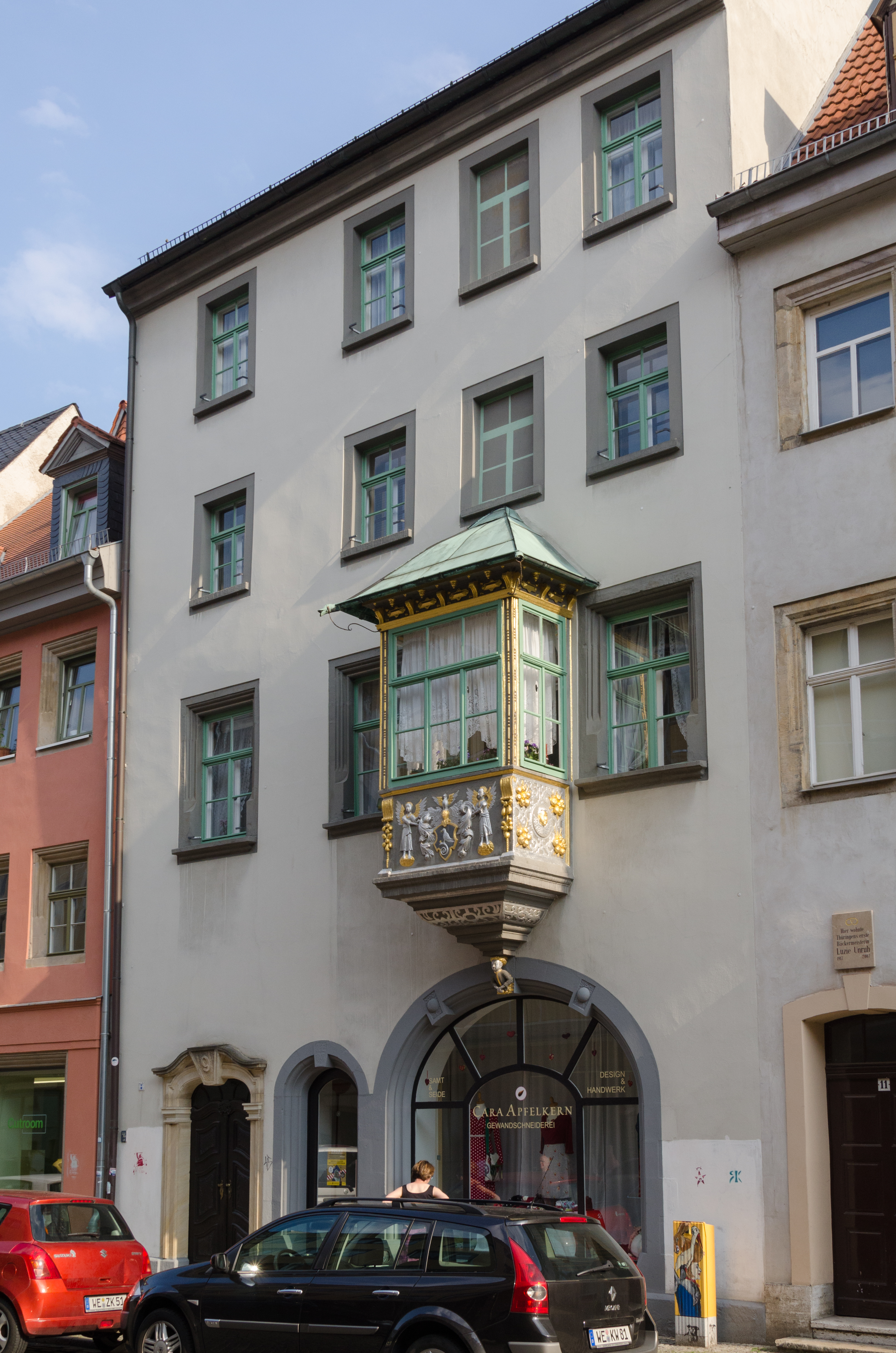
Marktstraße 9 Weimar

Die Marktstraße ist ein parallel zum Markt in Weimar liegender Straßenzug zwischen der Windischenstraße und der Schlossgasse. In dem Kreuzungsbereich endet auch die Kaufstraße. 
Die Marktstraße ist eine Altstadtstraße, die entlang des ursprünglich ältesten Teils der Stadtbefestigung verläuft. Sie hieß einmal Breite Gasse oder Breitengasse. Um 1850 hatte Johann Peter Eckermann hier sein Wohnhaus in der Marktstraße 2, wo sich die Eckermann-Buchhandlung befindet. Das Haus Marktstraße 13 ist das Geburtshaus von Carl Zeiß. Es befinden sich Renaissance-Häuser mit Barocktüren hier, auch mit Erkern wie u. a das Haus Marktstraße 9. Dieses nannte man auch Haus des Muselmanns. Am Haus Marktstraße 14 befindet sich für Bonaventura Genelli eine Gedenktafel. Die teilweise großflächige Neubebauung hatte ihre Ursache in den Luftangriffen auf Weimar und damit erfolgter Totalzerstörung. Die Marktstraße 20, ein ehemaliges Lichtspieltheater von 1906, verschwand allerdings erst 2014 von der Bildfläche, als die hinteren Gebäude abgerissen wurden, während das Gebäude mit seiner Fassade an der Straßenfront erhalten blieb. 
Die gesamte Marktstraße steht auf der Liste der Kulturdenkmale in Weimar (Sachgesamtheiten und Ensembles).